# Liste der denkmalgeschützten Objekte in Cítoliby
Grundlage dieser Liste der denkmalgeschützten Objekte in Cítoliby ist die ÚSKP-Liste (Ústřední seznam kulturních památek České republiky, deutsch Zentrale Liste der Kulturdenkmäler der Tschechischen Republik), die von der tschechischen Denkmalschutzbehörde NPÚ (Národní památkový ústav, deutsch Nationale Denkmalbehörde) seit 1987 geführt wird und an die seit dem Jahr 1850 geschaffenen Listen anschließt.

## Cítoliby (Zittolieb)
| Lage                                                                         | Objekt                                                                                        | Beschreibung | ÚSKP-Nr.                  | Bild                                                                                          |
| ---------------------------------------------------------------------------- | --------------------------------------------------------------------------------------------- | --- | ------------------------- | --------------------------------------------------------------------------------------------- |
| Cítoliby 1 (Standort)                                                        | Zámek Cítoliby                                                                                | Schloss Zittolieb. Die ursprüngliche Burg wurde am Beginn des 18. Jahrhunderts zum Barockschloss umgebaut, vermutlich nach einem Entwurf des Architekten Giovanni Domenico Orsi de Orsini (1634–1679). Schlosskomplex mit folgenden Einzeldenkmalen: - Schloss. Der 1717 fertiggestellte große zweistöckige Barockbau bildet einen Ehrenhof mit zwei Seitenflügeln. In der Mitte der Fassade befindet sich ein Durchgang zum Innenhof, der von einem Portal eingerahmt wird. Im linken Seitenflügel befindet sich der Eingang zum Schlossgarten, der mit einer Kartusche und dem Wappen des Grafen Pachta verziert ist. - Schlossgarten, angelegt ab 1683 vom Gärtner J. Tulipán und zu Beginn des 18. Jahrhunderts von Matthias Bernhard Braun mit barocken Skulpturen versehen. Im Jahre 1766 kamen weitere, vom Schlaner Bildhauer Ernst Link gefertigte Statuen hinzu. Insgesamt 44 Figuren wurden im Jahre 1907 zur Restaurierung nach Wien gebracht. In Folge des Ersten Weltkrieges und des Zusammenbruches der k. k. Monarchie kehrten die Kunstwerke nicht nach Cítoliby zurück und stehen heute im Barockgarten Neuwaldegg. - Einfriedungsmauer mit Tor I, II und III - Wohnhaus Nr. 2 und 218 - Wirtschaftsgebäude Nr. 5 und Stall Nr. 4 - Getreidespeicher - Hopfen-Trockenkammer Nr. 217 | 43309/5-1086 Info Katalog | weitere Bilder                                                                                |
| Cítoliby (Standort)                                                          | Kirche Jacobus des Älteren (Kostel svatého Jakuba Většího)                                    | Kirche Jacobus des Älteren | 42559/5-1085 Info Katalog | weitere Bilder                                                                                |
| Cítoliby, vor der Jakobskirche (Standort)                                    | Statuen der hll. Peter und Paul (Sochy svatých Petra a Pavla)                                 | Statuen der hll. Peter und Paul. Beide Apostel stehen auf einem massiven Sockel, der mit Wappenreliefs verziert ist. Sie sind als römische Soldaten gekleidet, mit Helmen und Büscheln auf dem Kopf und einer Garbe zu ihren Füßen. Sie stammen aus dem Jahr 1756, wurden 1919 restauriert und standen ursprünglich in Líčkov. Die Restaurierung und Umsetzung nach Cítolib erfolgte 1976. Das Paar wurde dabei fälschlicherweise als St. Peter und St. Paul bezeichnet, aber die Inschriften auf den erhaltenen Steinplatten auf der Rückseite der Sockel weisen darauf hin, dass es sich um die Apostel St. Johannes und St. Paul handelt. | 43767/5-1249 Info Katalog | Statuen der hll. Peter und Paul (Sochy svatých Petra a Pavla)                                 |
| Cítoliby, Tyršovo náměstí, nördliche Seite (Standort)                        | Skulpturen-Gruppe des hl. Prokop und Leonhard (Soubor tvoří sochy sv. Prokopa a sv. Linharta) | Skulpturen-Gruppe des hl. Prokop und Leonhard, vom Anfang des 18. Jahrhunderts, vermutlich aus der Werkstatt von M. B. Braun, sie bereichert den öffentlichen Raum im Ortszentrum. | 43699/5-1090 Info Katalog | Skulpturen-Gruppe des hl. Prokop und Leonhard (Soubor tvoří sochy sv. Prokopa a sv. Linharta) |
| Cítoliby, Tyršovo náměstí (Standort)                                         | Säule mit Skulpturengruppe der hl. Dreifaltigkeit (Sloup se sochou Nejsvětější Trojice)       | Säule mit barocker Skulpturengruppe der hl. Dreifaltigkeit. Auf einem quadratischen Sockel befindet sich eine zylindrische Säule mit einem korinthischen Kopf, der einen Globus mit den sitzenden Figuren der hl. Dreifaltigkeit trägt, in der Mitte ein Steinkreuz. Auf dem Sockel befinden sich drei Inschriften und Datierungen. Die Säule stand ursprünglich im Gebiet „Na mýtě“. Die Skulptur wurde zur Erinnerung an die Pest im Jahr 1680 von der verwitweten Besitzerin der Herrschaft Zittolieb, Margarethe Blandina Schütz von Leipoldsheim, geborene Söldner von Söldenhofen, gestiftet. Der Künstler ist unbekannt. Die Säule wurde 1868 und 1972 restauriert. | 43044/5-1088 Info Katalog | Säule mit Skulpturengruppe der hl. Dreifaltigkeit (Sloup se sochou Nejsvětější Trojice)       |
| Cítoliby, Tyršovo náměstí (Standort)                                         | Dreifaltigkeitssäule (Sloup se sousoším Nejsvětější Trojice)                                  | Dreifaltigkeitssäule, aus dem frühen 18. Jahrhundert. Auf dreieckigem Grundriss stehen auf separaten Sockeln drei miteinander verbundene Bögen, in deren Mitte sich darüber ein dreieckiger Obelisk befindet. Über jedem Bogen befindet sich eine Statue (Gottes Vater, Christus und Heiliger Geist) und in der Mitte die Jungfrau Maria. Die Säule wurde vermutlich 1715 vom damaligen Besitzer der Herrschaft Zittolieb, Ernst Gottfried von Schütz gestiftet und basiert auf einem Entwurf von Franz Maximilian Kaňka, während die Skulpturen aus der Werkstatt von M. B. Braun (vor 1725) stammen. | 42300/5-1087 Info Katalog | weitere Bilder                                                                                |
| Cítoliby, Tyršovo náměstí (Standort)                                         | Statue des hl. Wenzel (Socha svatého Václava)                                                 | Statue des hl. Wenzel, umgesetzt aus Liběšovice (Lischwitz), vor dem Pfarrhaus | 42534/5-1233 Info Katalog | Statue des hl. Wenzel (Socha svatého Václava)                                                 |
| Cítoliby, u kostela sv. Jakuba (Standort)                                    | Statue des hl. Bernhard (Socha svatého Bernarda)                                              | Statue des hl. Bernhard, umgesetzt aus Všechlapý u Libčevsi (Wschechlab, OT von Liebshausen) | 43532/5-1227 Info Katalog | Statue des hl. Bernhard (Socha svatého Bernarda)                                              |
| Cítoliby, Tyršovo náměstí, im nordwestlichen Teil (Standort)                 | Statue der hl. Barbara (Socha svaté Barbory)                                                  | Statue der hl. Barbara | 43452/5-1092 Info Katalog | Statue der hl. Barbara (Socha svaté Barbory)                                                  |
| Cítoliby, an der Straßenbiegung von Cítolib nach Brloh (Bierloch) (Standort) | Nischenkapelle                                                                                | Nischenkapelle | 43320/5-1084 Info Katalog | weitere Bilder                                                                                |
| Cítoliby, Zeměšská 219 (Standort)                                            | Arbeiterhaus (Dělnický dům)                                                                   | Gesellschaftshaus – Arbeiterhaus | 43238/5-4867 Info Katalog | Arbeiterhaus (Dělnický dům)                                                                   |
| Cítoliby, Skladatele Kopřivy, Na Plevně 60 (Standort)                        | Spital                                                                                        | Ehem. Spital, sog. Kopřiva-Spital, gestiftet von der Kantorenfamilie Kopřiva | 42640/5-1094 Info Katalog | Spital                                                                                        |
| Cítoliby, an der linken Straßenseite nach Líšťany (Lischtian) (Standort)     | Nepomuk-Statue                                                                                | Statue des hl. Johannes von Nepomuk | 42702/5-1091 Info Katalog | Nepomuk-Statue                                                                                |
| Cítoliby, Tyršovo náměstí 47 (Standort)                                      | Bauernhaus Tyršovo náměstí 47                                                                 | Bauerngehöft | 42877/5-1096 Info Katalog | Bauernhaus Tyršovo náměstí 47                                                                 |
| Cítoliby, Zeměšská 26 (Standort)                                             | Landwirtschaftlicher Hof (Zemědělský dvůr Ovčín)                                              | Landwirtschaftlicher Hof, genannt Ovčín | 42802/5-1099 Info Katalog | Landwirtschaftlicher Hof (Zemědělský dvůr Ovčín)                                              |
| Cítoliby, Tyršovo náměstí 46 (Standort)                                      | Ehem. Wasserwerk (Bývalá vodárna)                                                             | Ehem. Wasserwerk (Wasserhaus) | 42819/5-1097 Info Katalog | Ehem. Wasserwerk (Bývalá vodárna)                                                             |
| Cítoliby (Standort)                                                          | Hradiště Hrádek                                                                               | Befestigte Höhensiedlung – Wallburg Hrádek, archäologische Spuren (nicht gefunden) | 42574/5-1093 Info Katalog | Hradiště Hrádek                                                                               |